# Richard Marcinko
Richard Marcinko (né le 21 novembre 1940 à Lansford et mort le 25 décembre 2021 dans le comté de Fauquier), surnommé « Rogue Warrior », est un militaire américain.
Commander des SEAL de la marine américaine et vétéran de la guerre du Viêt Nam, il est le premier commandant de la SEAL Team Six.
Après avoir pris sa retraite de la marine américaine, il est devenu auteur — son autobiographie se nomme Rogue Warrior (en) —, animateur radio, consultant militaire et conférencier.

## Enfance
Ses parents George et Emilie Teresa Pavlik Marcinko sont tous les deux d'origine tchèque. Son père est mineur à Landsford mais la perte de son emploi amène la famille à déménager à New Brunswick, New-Jersey en 1952. Richard est enfant de chœur à la paroisse catholique Hongroise de St Ladislus. Dès l'âge de cinq ans, il commence à travailler en livrant des journaux. Par la suite, il travaille parallèlement à sa scolarité comme serveur et cuisinier, lui permettant d'avoir un bon train de vie pour son jeune âge. Ses parents divorcent en 1957 et il suit sa mère et son frère pour habiter dans un logement social.
Il décide d'arrêter l'école en 1958 et le 15 octobre de la même année, il se présente à Camp Lakes, dans l'Illinois pour s'engager et faire ses classes.
Engagé comme opérateur radio, Marcinko passe la qualification UDT (Underwater Demolition Team, équipe de démolition sous-marine) en 1961 et sert dans l'UDT-21, puis suit l'école des élèves-officiers en 1965 et est affecté au SEAL Team Two. Il est à la tête d'une escouade de la Second Platoon déployée au Viêt Nam, de janvier à juin 1967 ; puis d'une section, la Eighth Platoon, déployée de décembre 1967 à juin 1968, notamment pendant l'offensive du Têt. Il sera également attaché naval à Phnom Penh, au Cambodge, en 1973-74. Il commande ensuite le SEAL Team Two de 1974 à 1976.
Marcinko est par la suite officier de liaison de la Navy auprès de la Joint Task Force 1-79 qui planifie une opération pour libérer les otages américains de Téhéran. Il est ensuite choisi pour créer une nouvelle unité SEAL, spécialisée dans le contre-terrorisme et la libération d'otages : le SEAL Team Six, qu'il commandera trois ans. Peu avant la fin de son commandement, une procédure disciplinaire déclenchée par l'accident d'un des véhicules de son unité en-dehors du service se conclut par une lettre de réprimande envers Marcinko.
Peu après, il est nommé à la tête des opérations de la Red Cell (« cellule rouge »), une équipe chargée d'identifier les vulnérabilités des bases de la marine aux attaques de groupes terroristes en simulant les techniques que ceux-ci pourraient employer. Pendant ce temps, ses activités à l'époque où il commandait le SEAL Team Six sont l'objet d'une enquête du Naval Investigative Service. Marcinko est relevé du commandement de la Red Cell en 1986 et il prend sa retraite de la marine en 1989. Il est ensuite poursuivi devant la justice civile, et est jugé coupable en janvier 1990 d'association de malfaiteurs, corruption, conflit d'intérêts et de faux témoignage et condamné à 21 mois de prison et 10 000 dollars d'amende.